# أنطون ليسر
أنطون ليسر (بالإنجليزية: Anton Lesser) هو ممثل بريطاني، ولد في 14 فبراير 1952 بإنجلترا في المملكة المتحدة.

## أعمال

### مسلسلات
- التاج

## ترشيحات
- جائزة الأوسكار التلفزيونية البريطانية لأفضل ممثل مساعد [الإنجليزية]‏ (2016)

## وصلات خارجية
- أنطون ليسر على موقع IMDb (الإنجليزية)
- أنطون ليسر على موقع ميوزك برينز (الإنجليزية)
- أنطون ليسر على موقع أول موفي (الإنجليزية)
- أنطون ليسر على موقع قاعدة بيانات الأفلام السويدية (السويدية)
- أنطون ليسر على موقع ديسكوغز (الإنجليزية)
- أنطون ليسر على موقع قاعدة بيانات الفيلم (الإنجليزية)
- أنطون ليسر على موقع كينوبويسك (الروسية)